# Jean Rolland
Jean Louis Emile Rolland (Saint-Ghislain, 6 april 1909 - Jemappes, 10 mei 1956) was een Belgisch senator en burgemeester.

## Levensloop
Jean Rolland promoveerde tot letterkundig regent (1930) en werd leraar in de technische school en in de normaalschool van Bergen. Hij werd ambtenaar op het Ministerie van Onderwijs en bekommerde er zich om het technisch onderwijs. In 1949 werd hij gewoon hoogleraar aan het Landbouwkundig Instituut van Gembloers.
Na de Bevrijding werd hij, als onderwijsspecialist van de BSP, kabinetsattaché bij de minister van Onderwijs Herman Vos (1946-1947) en vervolgens kabinetschef van Camille Huysmans (1947-1949).
In juli 1949 werd hij socialistisch gecoöpteerd senator. Dit stuitte op kritiek in de senaat, omdat er onverenigbaarheid was met een ambt van gewoon hoogleraar. Hij moest ontslag nemen als hoogleraar om de eed te kunnen afleggen als senator. In 1951 werd hij opnieuw gewoon hoogleraar, na wijziging van de wet, die voortaan de cumul toeliet. Hij was lid van de senaatscommissie voor onderwijs en stond zeer kritisch tegenover de onderwijspolitiek die door de CVP werd gevoerd.
In 1952 werd hij verkozen tot gemeenteraadslid van Saint-Ghislain en werd onmiddellijk burgemeester. Hij zette zich onmiddellijk aan de hervorming van het gemeentelijk lager onderwijs, evenals van de nijverheids- en handelsschool.
In 1956 werd zijn leven plots afgebroken. Hij was pas amper 47.
In Saint-Ghislain zijn een school en een woonwijk naar hem genoemd.

## Publicaties
- Introduction à l’étude de la pédagogie, 1947.
- L’Abbaye de Saint-Ghislain.
- Images d'autrefois: à l'ombre du beffroi: Baudour, Quaregnon, Saint-Ghislain, 1941.
- Un bilan nécessaire: notre enseignement, Brussel, Instituut Emile Vandervelde, 1951.